# Сведберг, Жаклин
Жаклин Сведберг (англ. Jaclyn Swedberg; род. 14 августа 1990, Сан-Педро, Калифорния) — американская фотомодель и актриса

.

## Биография
Жаклин Элен Сведберг родилась в семье шведских эмигрантов. В 2008 году окончила среднюю школу Чино-Хиллз. 
Была Playmate мужского журнала «Playboy» в апреле 2011 года и признана девушкой года. Снималась для бренда «Harley-Davidson», для журнала «Sports Illustrated».

## Фильмография
| Год  |   | Русское название | Оригинальное название | Роль           |
| ---- | - | ---------------- | --------------------- | -------------- |
| 2010 | с | Крутые девушки   | Badass!               | крутая девушка |
| 2013 | ф | Змея и мангуст   | Snake and Mongoose    | Никки          |
| 2015 | ф | Грязь            | Muck                  | Терра          |